# Michael Sarnthein
Michael Sarnthein es un experto en climatología y geología marina y profesor austríaco. Desde 1966 enseña en la Universidad de Kiel, y en 2004 fue nombrado profesor emérito.
Sus primeros trabajos los dedicó a estudiar la evolución de la surgencia de África Occidental. Después investigó las pautas de la circulación atmosférica. También realiza estudios paleo-oceanográficos del océano Atlántico, reconstrucciones climáticas del Atlántico Norte y estudios sobre cambios climáticos en zonas monzónicas.

## Premios y reconocimientos
- 1989: Premio Gottfried Wilhelm Leibniz
- 2005: fellow de la American Geophysical Union
- 2006: Medalla Shepard, Medalla Milankovic
- 2009: Medalla Gustav Steinmann

## Trabajos
- Klimawechsel vor dem Einfluß des Menschen (2001)
- Preliminary report on Sonne 95 cruise "monitor monsoon" to the South China Sea (1994)
- Short and long term global change (1992)
- Bericht zu METEOR-Reise 11-1, Hamburg - Ponta Delgada, Azoren (1989)
- Bericht über die "Polarstern"-Fahrt ANT IV, 1c in den Äquatorialen Atlantik, GEOTROPEX '85 (1985)
- Forschungsschiff "Meteor", Reise N[umme]r 65, äquatorialer Ostatlantik - GEOTROPEX '83 (1983)
- Meteor-Forschungsergebnisse. Reihe C. Geologie und Geophysik. No. 5. Oberflächensedimente im Persischen Golf und Golf von Oman. 2. Quantitative Komponentenanalyse der Grobfraktion (1971)